# Geoterapia
La geoterapia o arcilloterapia es considerada una pseudoterapia y se refiere a los supuestos efectos terapéuticos presentes en la tierra y que pueden ser aprovechados en beneficio de nuestra salud.
El uso de la arcilla medicinal en la medicina popular se remonta a tiempos prehistóricos. El primer uso registrado de arcilla medicinal se remonta a la antigua Mesopotamia. Se utiliza una amplia variedad de arcillas con fines medicinales, principalmente para aplicaciones externas, como los baños de arcilla en los balnearios. Entre las arcillas más utilizadas se encuentran el caolín, la bentonita, la montmorillonita y la tierra de batán.
La geoterapia, o el uso de tierras como remedio terapéutico, ha sido practicada de las más diversas formas: desde la aplicación de pasta de arcilla sobre la piel (tratamiento utilizado actualmente cada vez con mayor frecuencia) hasta la ingesta de diversas clases de tierras. Esta última técnica tiene una eficacia relativa, puesto que existen suelos contaminados de manera natural, por lo que puede ser peligroso ingerir tierras de origen desconocido o poco contrastado. De todos modos, no hay que olvidar que muchos niños pequeños que tienen la costumbre de ingerir tierra (hábito conocido como "pica") sufran de intoxicación por metal de plomo o padezcan una anemia de difícil tratamiento.

## Historia

### Mesopotamia y Egipto antiguo
El primer uso registrado de arcilla medicinal se encuentra en tablillas de Mesopotamia, hacia el año 2500 a. C. 
Los egipcios antiguos usaban también arcilla. El Papiro Ebers, un importante texto médico del Egipto antiguo describe el uso de ocre para varias dolencias. Los médicos de los faraones utilizaban arcilla como antiinflamatorio y antiséptico. Se usó como conservante para hacer momias.

### Tiempos clásicos
Durante la Antigüedad Clásica se usaba la arcilla extraída en la isla de Lemnos, Su uso continuó hasta el siglo XIX, ya que aún  figuraba en una importante farmacopea en 1848.
Plinio el Joven escribió:
Si se frota debajo de los ojos, modera el dolor y el lagrimeo de los mismos, e impide el flujo de los conductos lagrimales. En casos de hemorragia debe administrarse con vinagre. Se usa contra dolencias del bazo y riñones, menstruación copiosa, también contra venenos y heridas causadas por serpientes.
La arcilla se moldeaba en tabletas o pequeñas tortas, y luego se estampaban sellos distintivos en ellas, lo que dio origen a su nombre terra sigillata , en latín, "tierra sellada". Dioscórides también comentó sobre el uso de terra sigillata.
Galeno registró numerosos casos de usos internos y externos de esta arcilla en su tratado sobre la arcillaterapia.
Galeno... usó como uno de sus medios para curar heridas, heridas supurantes e inflamaciones terra sigillata, una arcilla roja medicinal comprimida en tortas redondas y estampada con la imagen de la diosa Diana. Esta arcilla, procedente de la isla de Lemnos, era conocida en todo el mundo clásico. 
La arcilla fue recetada por el obstetra, ginecólogo y pediatra griego Sorano de Éfeso, quien practicó la medicina hacia los años 100-140 d. C.

## Usos

### Enfermedades de la piel
Muchos tipos de afecciones de la piel han sido tratados mediante la aplicación de arcilla medicinal. La montmorillonita ha demostrado su eficacia en esta área.  También se ha utilizado como ingrediente base para la ingeniería de tejidos.  La arcilla se usa en muchos remedios dermatológicos de venta libre.

## Cataplasmas de arcilla
La arcilla también posee una gran capacidad para conducir el calor, lo que la hace útil en cataplasmas que se colocan sobre la parte afectada. Las cataplasmas de arcilla pueden ser frías o calientes, según la necesidad del paciente: si la afección hace que la piel esté caliente y congestionada, el apósito de arcilla será frío; sin embargo cuando se trata de aportar calor a un órgano poco tonificado, lo mejor será aplicar un apósito caliente.
Las cataplasmas de arcilla no son sino una mezcla de arcilla y agua en forma de masa pastosa, que debe colocarse sobre la piel formando una capa fina. Su aplicación sobre una superficie de la piel caliente (un absceso, un traumatismo, etc.) provoca que el agua de la masa se evapore, y en este proceso de evaporación se consume el calor del cuerpo, quedando la piel fresca y relajada. Por sus virtudes refrescantes, el enfriamiento de la zona afecta al secarse la pasta de arcilla alivia el dolor de los esguinces (esguince) y torceduras.
Tan pronto como se seque la capa de arcilla que ha sido aplicada sobre una piel caliente, debe cambiarse por otra nueva par que el efecto beneficioso continúe.
Esta propiedad fue utilizada en la antigüedad para determinar el lugar más apropiado, por donde el médico debía cortar la piel al tratar de desbridar un absceso: la fina capa de arcilla se secaba antes por la parte de la piel que está más caliente y ello indicaba el lugar más activo de la infección y, por tanto, la zona por donde debía cortar y abrir el absceso.

## Los baños de arcilla
Muchos balnearios recomiendan actualmente los baños de arcilla. Utilizan una arcilla muy fina, diluida en mucha agua, de forma que no queda como una pasta espesa, sino como una mezcla semilíquida e la que es posible sumergir todo el cuerpo, dejando la cabeza afuera; muchas veces no es necesario sumergir todo el cuerpo, sino sólo la parte afectada por la enfermedad (artritis, reuma, enfermedades de la piel, dolor después de una fractura o un esguince, etc.).
Los baños de arcilla están indicados en muchas dolencias, pero lo son especialmente en las que afectan a las articulaciones, como es el caso de la artritis reumatoide, el reuma, la gota, etc. También se usan para tratar abscesos, forúnculos, llagas y úlceras.